# Wall Street (film)
Pour les articles homonymes, voir Wall Street (homonymie).
Série
Wall Street : L'argent ne dort jamais
(2010)
Pour plus de détails, voir Fiche technique et Distribution.
Wall Street est un film américain réalisé par Oliver Stone, sorti en 1987. 
Le thème du film est la finance et ses dérives. Il s'inspire d'un épisode célèbre de l'histoire financière américaine. Le jeune Bud Fox, courtier dans une banque d'affaires de Wall Street, est attiré par l'univers illégal et lucratif de l'espionnage industriel. Grisé par le pouvoir, la position sociale et le génie financier de Gordon Gekko, Fox ne tarde pas à comprendre que le prix est chèrement payé pour tout cet argent facile. 
Le personnage de Gekko est censé être composé de plusieurs personnes, incluant Owen Morrisey, Dennis Levine (en), Ivan Boesky, Carl Icahn, Asher Edelman (en), Michael Ovitz, Michael Milken et Lou Stone, père du réalisateur. Le personnage de Sir Lawrence Wildman est basé sur le financier britannique Sir James Goldsmith.
Le film a pour sous-titre Chaque rêve a un prix (« Every dream has a price » sur l'affiche originale), parfois utilisé rétroactivement pour le différencier de sa suite sous-titrée L'argent ne dort jamais.

## Synopsis
En 1985, Bud Fox (Charlie Sheen), issu d'un milieu ouvrier et fraîchement diplômé de la New York University, est un courtier en bourse junior dans la banque d'affaires Jackson Steinem & Co. à Wall Street. Il a un fort désir d’arriver rapidement au sommet et d'égaler les maîtres de la haute finance. Il souhaite travailler avec son héros, Gordon Gekko (Michael Douglas), un investisseur légendaire de Wall Street. Pour cela, il appelle le bureau de Gekko 59 fois pour tenter d'avoir un rendez-vous avec lui, il arrive à le convaincre en venant lui rendre visite le jour de son anniversaire avec sa marque de cigare de contrebande favorite, Davidoff de Cuba. Impressionné par son culot, Gekko lui accorde un entretien. Bud lui propose ses actions mais Gekko n'est pas impressionné. Désespéré, celui-ci va dès lors profiter de la naïveté de Bud pour lui soutirer des informations sur la Bluestar Airlines que Bud a apprises de son père lors d'une conversation banale avec Carl, le leader du syndicat des techniciens de maintenance de l'entreprise. Intrigué, Gekko lui dit qu'il va y penser. Un Bud dégoûté sort de son bureau. Cependant Gekko prend des actions de la Bluestar et devient un des clients de Bud. Gekko donne à Bud du capital à gérer. Mais les autres actions prises par Bud perdent de l'argent.
Gekko offre une nouvelle chance à Bud en lui demandant d'espionner le PDG britannique Sir Lawrence Wildman pour tenter de découvrir ses futurs investissements. Bud apprend que Wildman est en train d'investir dans une aciérie. Grâce à l'espionnage de Bud, Gekko gagne de l'argent et Wildman est obligé d'acheter à Gekko ses actions pour compléter sa participation.
Bud devient riche et profite des avantages promis par Gekko, notamment un appartement sur le toit de l'Upper East Side à Manhattan et une petite amie, la décoratrice Darien. Bud est promu en raison des importantes commissions qu'il perçoit et se voit attribuer un bureau avec une secrétaire. Il continue à rassembler un maximum d'informations privilégiées, certaines obtenues par l'intermédiaire de la compagnie de ménage dans laquelle il a investi, et à utiliser ses amis comme acheteurs de paille pour gagner encore plus de revenus pour lui et Gekko. À l'insu de Bud, plusieurs de ses transactions attirent l'attention de la SEC (Securities and Exchange Commission).
Bud apporte une nouvelle idée à Gekko, acheter la Bluestar Airlines pour développer la compagnie, avec Bud comme président. Pour améliorer sa productivité, il suggère de demander des concessions salariales aux syndicats et des liquidités issues des fonds de retraite. Mais Bud échoue à convaincre son père de l'aider lui et Gekko à persuader les syndicats d'accepter la transaction. Peu de temps après, Bud apprend que Gekko prévoit de détruire la compagnie en vendant tous les actifs de la Bluestar pour pouvoir disposer de l'argent des fonds de retraite, mettant Carl et tout le personnel au chômage. Bien que cela fasse de Bud un homme très riche, il est en colère contre Gekko d'avoir été manipulé et de servir d'accessoire aux démantèlements de la Bluestar, surtout après que son père a été victime d'une crise cardiaque. Bud se résout à faire échouer les plans de Gekko et rompt avec Darien lorsque cette dernière refuse de contrer Gekko, son ancien amant.
Bud va dénoncer Gekko à la SEC. Lui-même impliqué dans un contentieux avec l'administration fédérale américaine en raison de ses activités financières illégales passées et encourant une peine de prison ferme, il se présente devant la justice à la fin du film.

## Fiche technique
- Titre : Wall Street
- Réalisation : Oliver Stone
- Scénario : Stanley Weiser et Oliver Stone
- Musique : Stewart Copeland et Antônio Carlos Jobim
- Photographie : Robert Richardson
- Montage : Claire Simpson
- Décors : Stephen Hendrickson
- Costumes : Ellen Mirojnick
- Production : Edward R. Pressman, A. Kitman Ho et Michael Flynn
- Sociétés de production : 20th Century Fox, American Entertainment Partners L.P. et Amercent Films
- Budget : 15 millions de dollars[1]
- Pays de production :  États-Unis
- Langue originale : anglais
- Format : Couleurs - 1,85:1 - Dolby - 35 mm
- Genre : drame
- Durée : 121 minutes
- Dates de sortie[2] :
  - États-Unis : 11 décembre 1987
  - France : 10 février 1988

## Distribution
- Michael Douglas (VF : Jean Barney) : Gordon Gekko
- Charlie Sheen (VF : Patrick Poivey) : Bud Fox
- Daryl Hannah (VF : Michèle Bardollet) : Darien Taylor
- Martin Sheen (VF : Serge Sauvion) : Carl Fox
- John C. McGinley (VF : Dominique Collignon-Maurin) : Marvin
- James Spader (VF : William Coryn) : Roger Barnes
- Saul Rubinek (VF : Bernard Tixier) : Billy
- Sean Young : Kate Gekko
- Sean Stone : Rudy Gekko
- Franklin Cover (VF : Jacques Brunet) : Dan
- Terence Stamp (VF : Michel Bardinet) : Sir Larry Wildman
- Hal Holbrook (VF : Jean-François Laley) : Lou Mannheim
- James Karen (VF : Michel Beaune) : Lynch
- Richard Dysart (VF : Michel Gudin) : Cromwell
- Sylvia Miles (VF : Perrette Pradier) : l'agent immobilier
- Josh Mostel (VF : Roger Lumont) : Ollie
- Frank Adonis (VF : Michel Vigné) : Charlie
- John Capodice : Dominick
- Leslie Lyles (en) : Natalie
- Monique van Vooren : une femme au club 21

## Production

### Genèse du projet
Après le succès de Platoon, sorti en 1986, Oliver Stone souhaite collaborer avec le scénariste Stanley Weiser sur un projet inspiré des scandales sur les jeux télévisés, notamment Twenty-One, dans les années 1950 aux États-Unis. Durant une réunion d'écriture, Stone suggère de faire plutôt un film sur Wall Street, dans lequel deux amis se lanceraient dans un partenariat financier, dans la veine du roman Crime et Châtiment de Fiodor Dostoïevski. Il avait déjà eu cette idée dès 1981, en s'inspirant de son père Lou Stone, courtier chez Hayden, Stone & Co. durant la Grande Dépression. Oliver Stone demande alors à Stanley Weiser de lire Crime et Châtiment et Gatsby le Magnifique, mais ils ne parviennent pas à s'en inspirer pour écrire leur script. Weiser, qui ne connait pas grand-chose du monde de la finance, décide alors de se lancer dans d'importantes recherches. De plus, Stone et lui passent plusieurs semaines dans des institutions financières et à interviewer des investisseurs.
Stanley Weiser écrit alors un premier jet intitulé Greed (avidité en français), réécrit ensuite par Stone. À l'origine, le personnage principal était un courtier juif nommé Freddie Goldsmith, mais Stone souhaite éviter le cliché des juifs qui contrôlent la finance. Pour le personnage de Gordon Gekko, ils s'inspirent de vrais traders comme Owen Morrisey, Ivan Boesky, Dennis Levine ou d'hommes d'affaires comme Carl Icahn, Asher Edelman, Michael Ovitz, ... Selon le producteur Edward R. Pressman, le personnage de Gekko n'était à l'origine qu'un personnage fictif, mais il se rapproche de Michael Milken, un banquier rendu célèbre par la crise des Savings and loan en 1987. Il ajoute le personnage de Sir Larry Wildman qui s'inspire de James Goldsmith.

### Attribution des rôles
Oliver Stone a rencontré Tom Cruise, intéressé par le rôle de Bud Fox. Cependant, le réalisateur avait déjà porté son choix sur Charlie Sheen, qu'il avait dirigé dans Platoon. Stone et Cruise tourneront finalement ensemble deux ans plus tard dans Né un 4 juillet.
Pour interpréter Gordon Gekko, le studio voulait Warren Beatty alors que le cinéaste avait tout d'abord pensé à Richard Gere. Aucun des deux n'est finalement d'accord, et Stone décide finalement de rencontrer Michael Douglas, contre l'avis de beaucoup de personnes à Hollywood : « J'ai été averti par tout le monde à Hollywood que Michael ne savait pas jouer, qu'il était un producteur plus qu'un acteur et qu'il passait tout son temps dans sa caravane au téléphone ».
Pour le rôle de Carl Fox, le père de Bud, Oliver Stone laissa le choix à Charlie Sheen de choisir entre Jack Lemmon et Martin Sheen. Charlie choisit bien entendu son propre père.
Oliver Stone fait une petite apparition dans une scène à la bourse où l'on peut le voir au téléphone. Son fils Sean incarne quant à lui Rudy Gekko.

### Tournage
Le tournage s'est déroulé du 24 avril au 4 juillet 1987 à New York, surtout à Manhattan.

### Bande originale
- Fly Me to the Moon, interprété par Frank Sinatra
- America Is Waiting, interprété par David Byrne et Brian Eno
- Mea Culpa, interprété par David Byrne et Brian Eno
- Desafinado, interprété par Stan Getz
- Quiet Nights of Quiet Stars (Corcoyado), interprété par Stan Getz
- Midnight Motion, interprété par Kenny G
- Burning Guitar, interprété par Dave Alvin et Steve Berlin (en)
- Rigoletto, interprété par Callas Gobra De Steffano
- Moonlight Magic, composé par Alan Moorehouse
- This Must Be the Place (Naive Melody), interprété par les Talking Heads
- Happy Birthday to You, composé par Patti S. Hill et Mildred J. Hill

## Accueil

### Accueil Critique
Le film a une note de 79% sur Rotten Tomatoes basée sur 61 critique avec une note moyenne de 6,90/10.
Sur Metacritic, il a un score de 56 sur 100 sur 16 avis,indiquant des "avis mitigé ou moyen".
Sur AlloCiné, qui recense 233 critiques de spectateurs, le film obtient la note de 3,7⁄5.

### Box office
Le film enregistre 43,8 millions de dollars au box office américain pour un budget de 15 millions.En France, il totalise 1 175 866 millions d'entrées, ce qui en fait le 23e meilleur résultat au box-office France 1988.

## Autour du film
- Anacott Steel, une des compagnies fictives du film, était également le nom d'une équipe de football américain semi-pro de Plein la gueule de Robert Aldrich (1974).
- Le personnage principal, Gordon Gekko, porte un nom qui fait référence à un type de lézard, le Gekko. Ce lézard apparaît 2 fois dans le film sous forme de figurine, une première fois dans l'appartement de Bud Fox, une seconde dans son entreprise de courtage en bourse. On peut le voir comme une allégorie du cerveau reptilien.
- Le personnage de Gordon Gekko est cité dans le film Le Loup de Wall Street (2013).
- Un léger anachronisme s'est glissé dans le script : au début du film, le personnage de Marvin évoque l'accident de la navette Challenger qui a eu lieu en 1986. Or le film est censé se dérouler en 1985, un an avant cet événement.

## Suite
Longtemps évoquée, la suite du film, Wall Street : L'argent ne dort jamais, sort finalement le 29 septembre 2010 en France. L'histoire se déroule en 2008 et voit Jacob « Jake » Moore, un jeune trader, collaborer avec le père de sa petite-amie, qui n'est autre que Gordon Gekko, récemment sorti de prison.

## Récompenses
- Oscar du meilleur acteur pour Michael Douglas en 1988[10].
- Prix David di Donatello du meilleur acteur étranger pour Michael Douglas en 1988.
- Golden Globe du meilleur acteur pour Michael Douglas en 1988.
- Prix du meilleur acteur pour Michael Douglas lors des Kansas City Film Critics Circle Awards 1988.
- Prix du meilleur acteur international pour Michael Douglas lors des Jupiter Award en 1988.